# 이란 외교부
이란 외교부는 이란 정부 내각 소속 중앙 행정기관이다. 현재 외교부 장관 호세인 아미르 압돌라히안이 사고로 사망하여 수장 자리는 공석인 상태다.  이란의 대외 정책은 최고국가안보수호위원회와 최고사법위원회에서 입안된다.

## 조직
초대 이란 외교부 장관은 미즈라 압둘바하브 칸이며, 1821년부터 1823년까지 역임하였다. 호세인 아미르 압돌라히안이 장관이었으나 2024년 5월 20일 헬기 추락사로 사망하였으며, 전임자는 모하마드 자바드 자리프였다.
그 외 이란 외교부 주요 인사는 다음과 같다.
- 외교부 장관 - 알리 바게리[2][3]
- 정무과(정무차관직) - 공석
- 국제법규과 - 레자 나자피
- 경제외교과 - 메흐디 사파
- 영사의회내무과 - 알리레자 비그델리
- 운영재정과 -모하마드 파탈리
- 공보과 - 나세르 카아니
- 외교정치연구원 -모하마드 하산 셰이흘레스마
- 장관 정책보좌관 - 알리 아슈가르 카지

## 주요 업무
2013년 9월 5일부로 외교부는 기존 최고국가안보수호위원회가 담당하고 있었던 포괄적 공동행동계획의 협상을 인수인계 받았다.

## 청사
이란 외교부 청사는 1939년에 완공되었다.

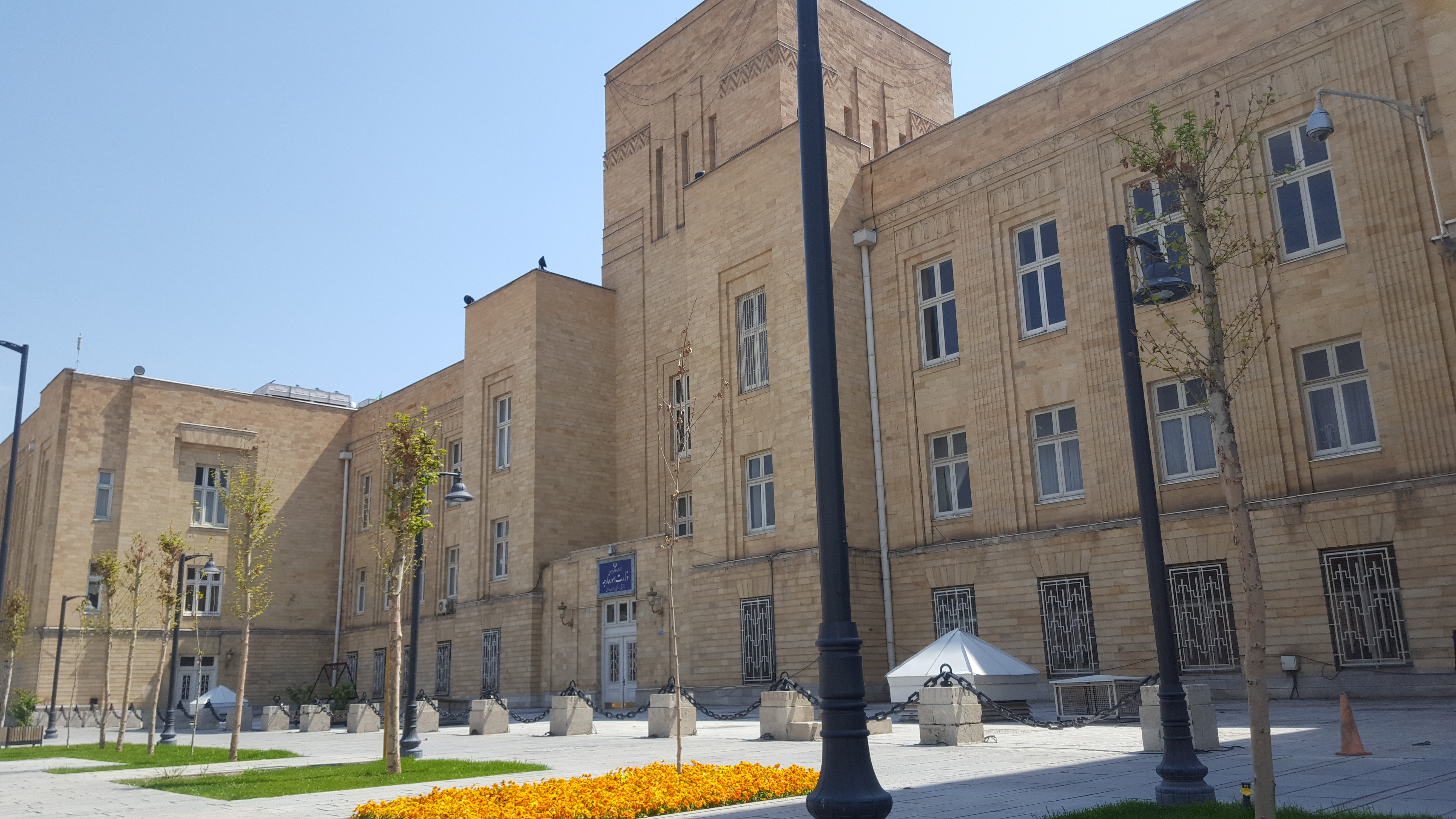
장관실
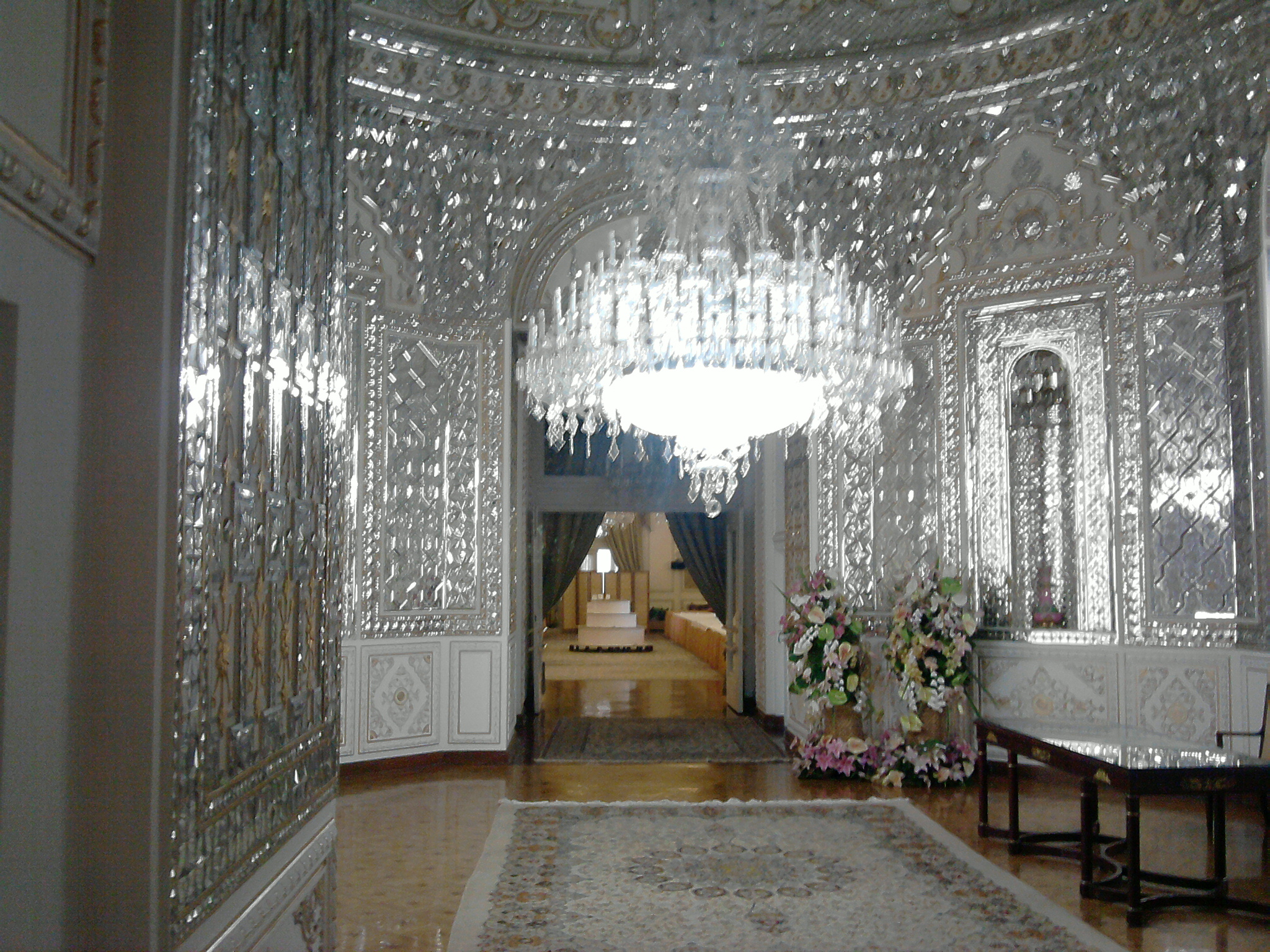
외교부 의전실
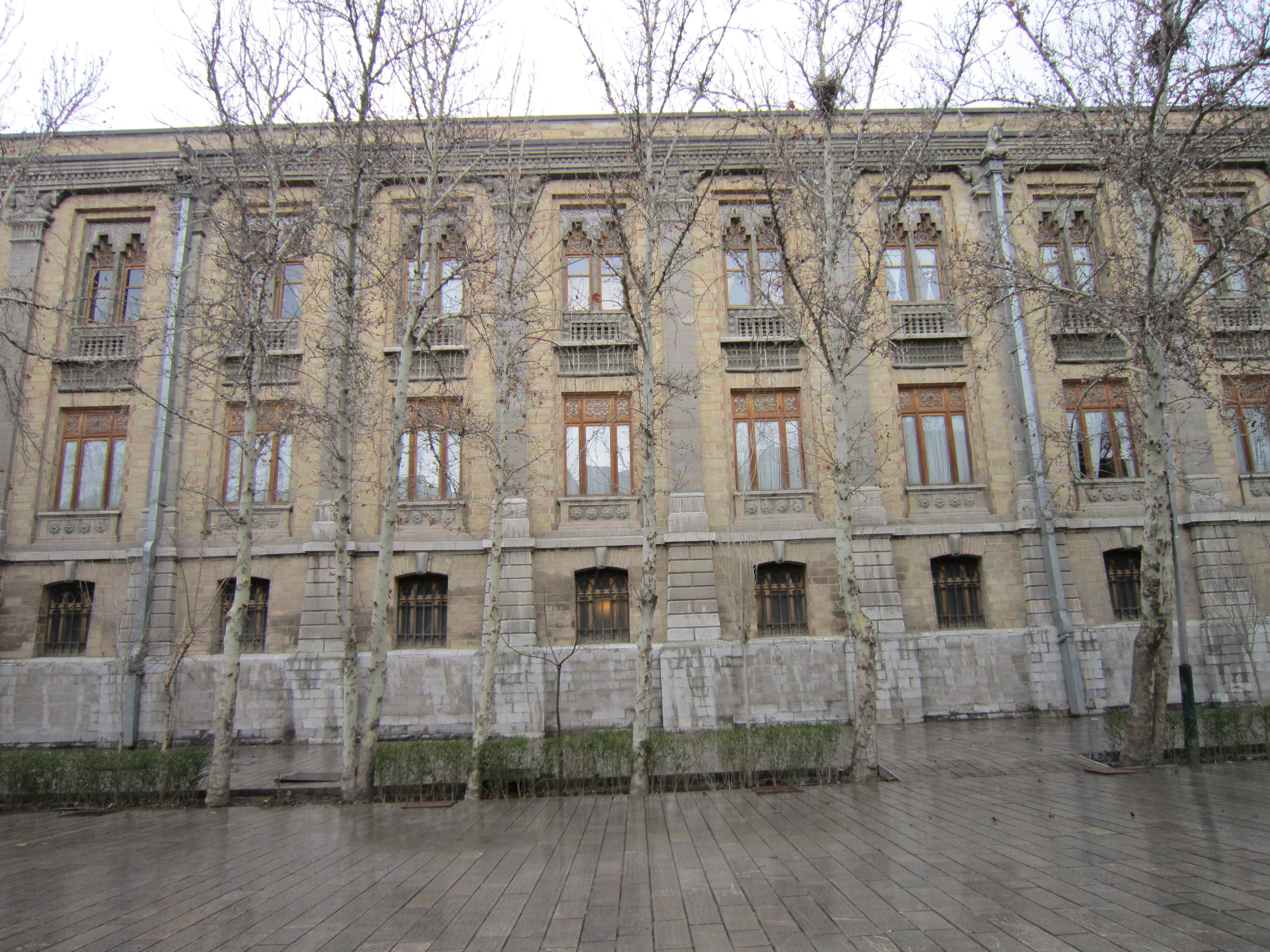
샤바니 궁
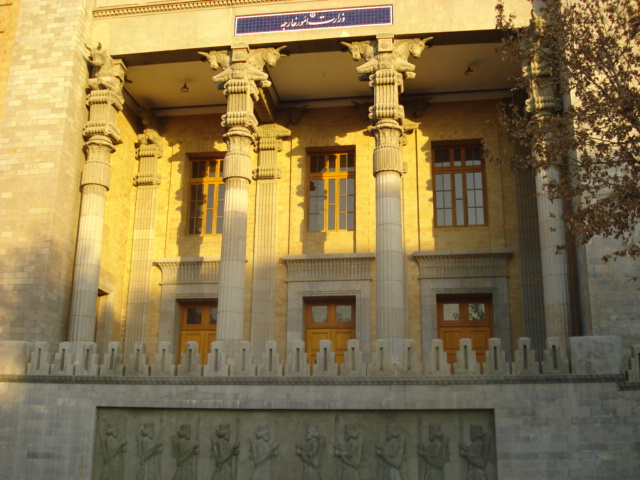
외교부 청사 건물 중 하나
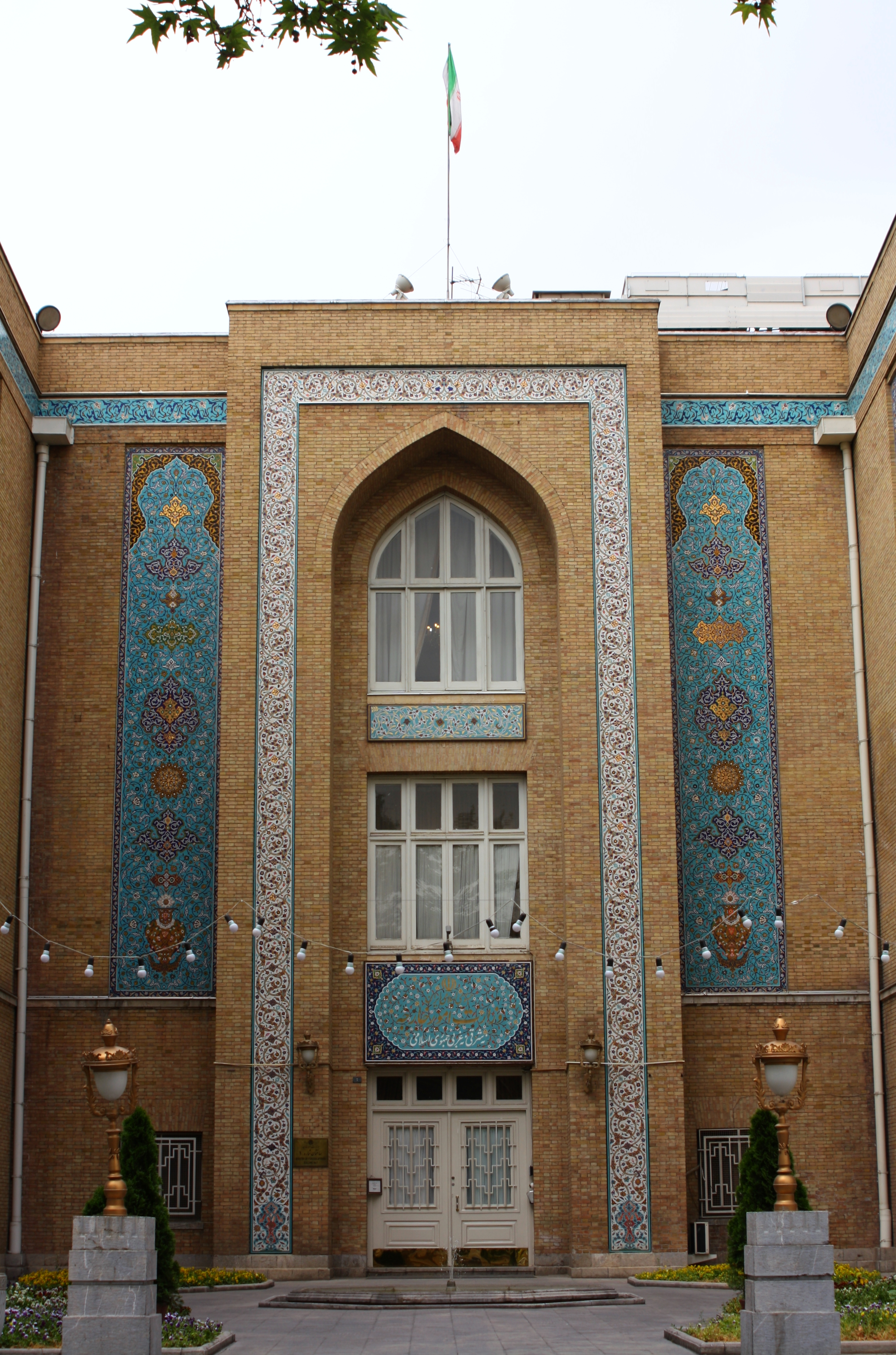
제8청사 입구
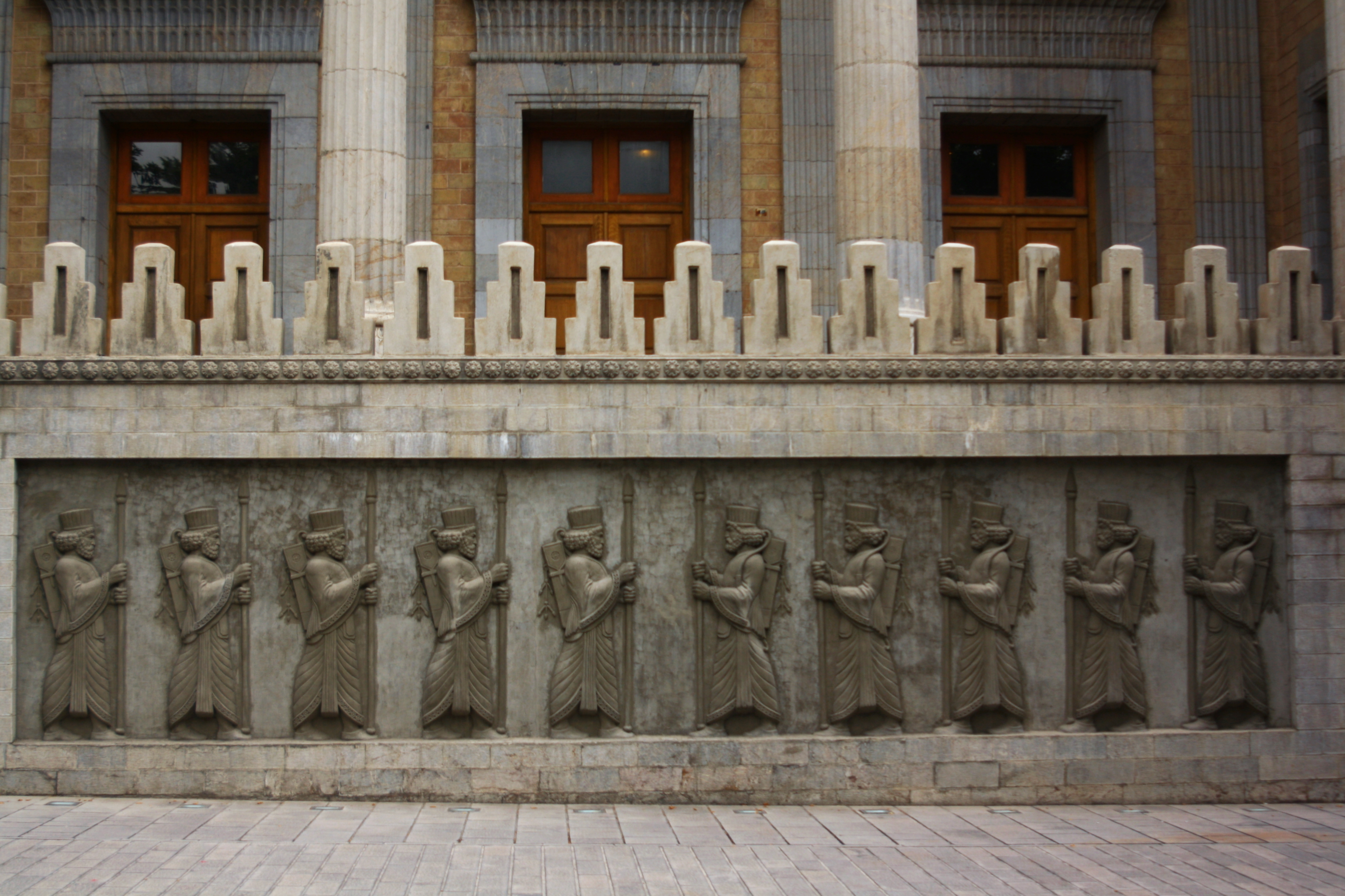
본 청사 입구
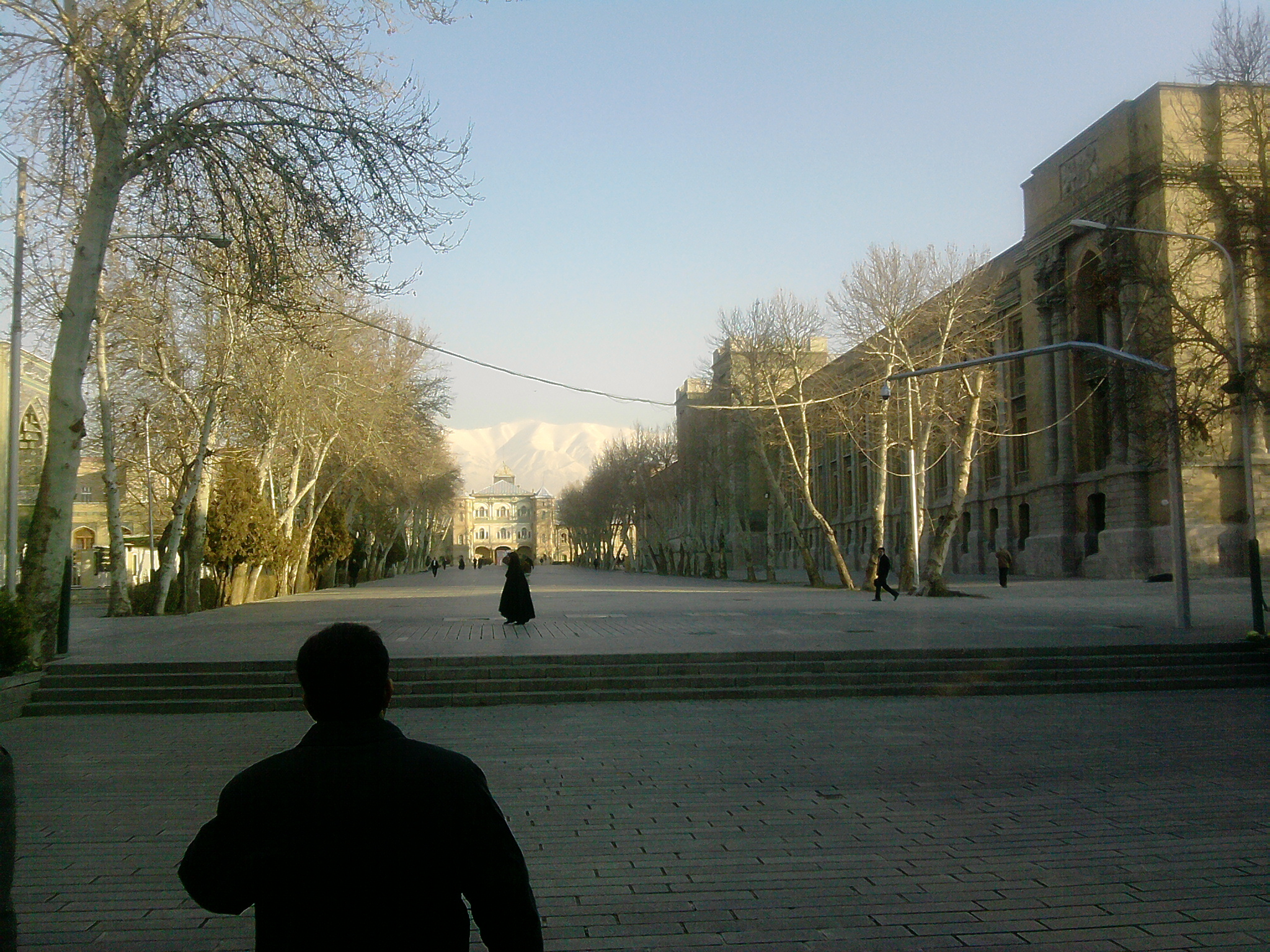
유엔 가
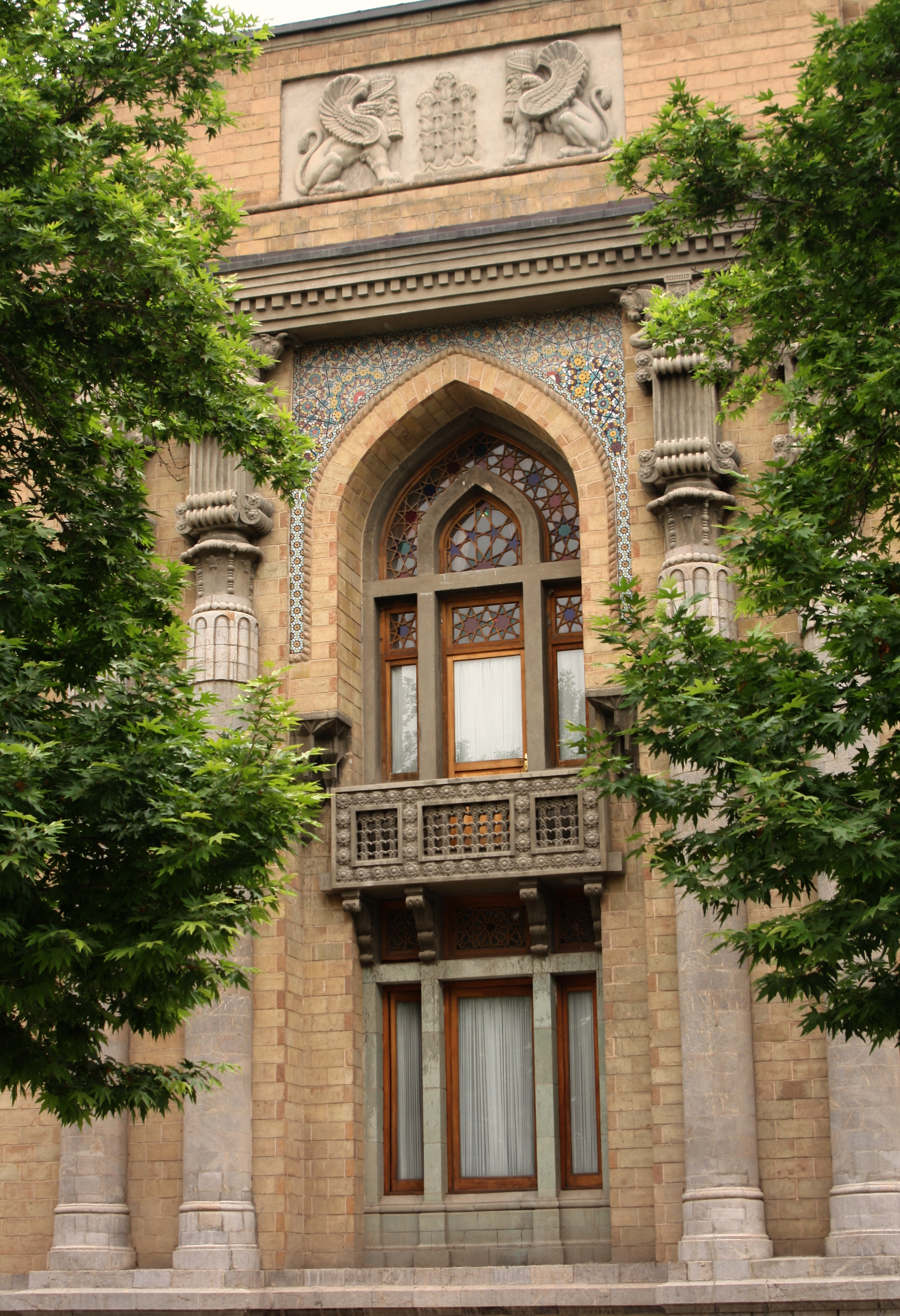
창문 및 베란다
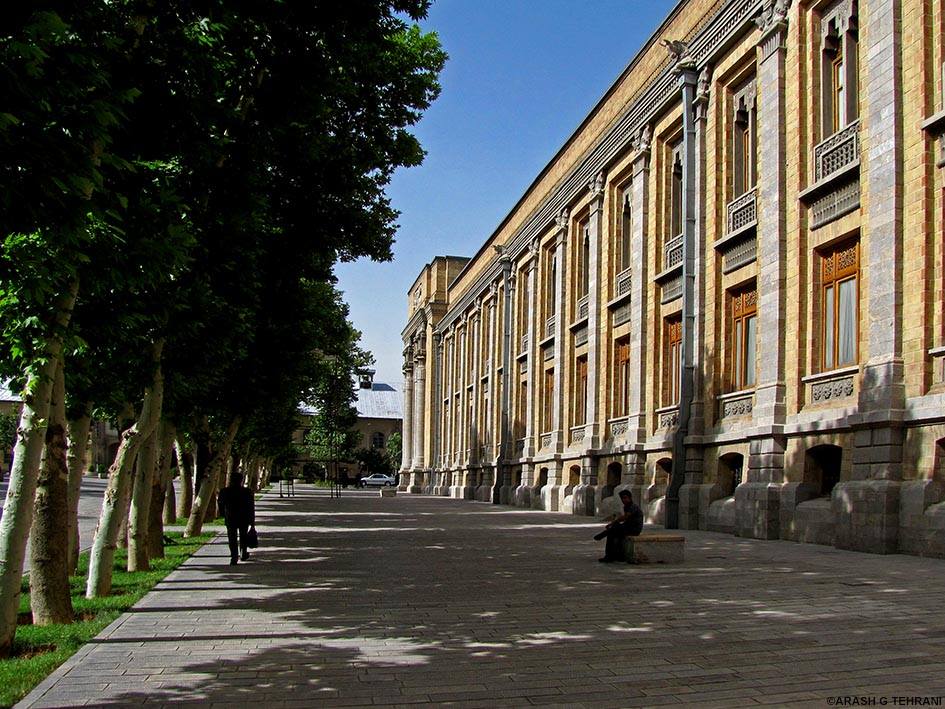
샤바니 궁 (2)
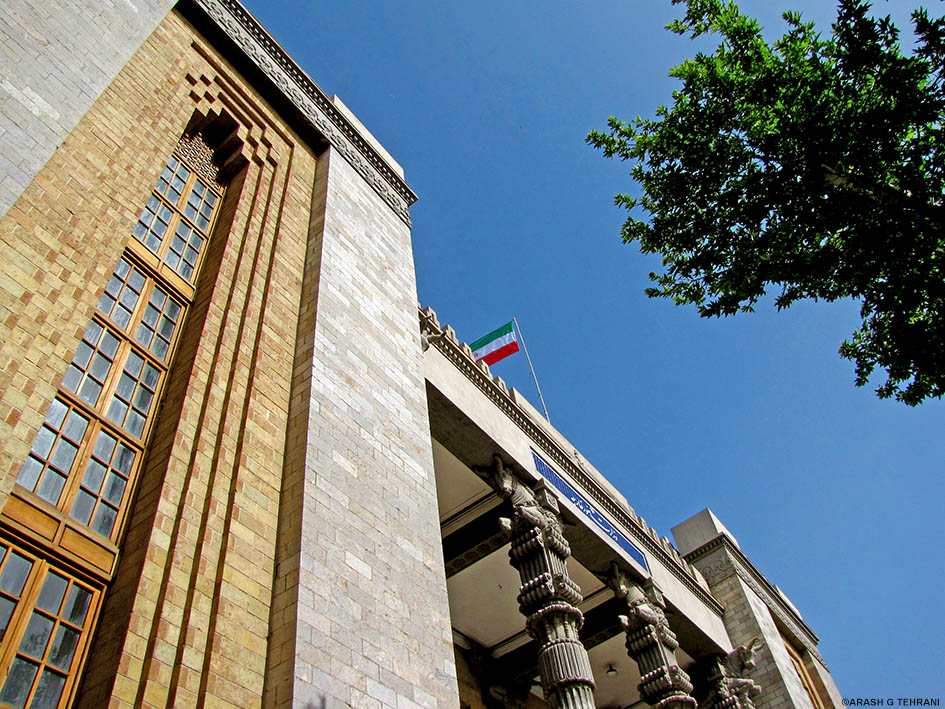
샤바니 궁 (3)
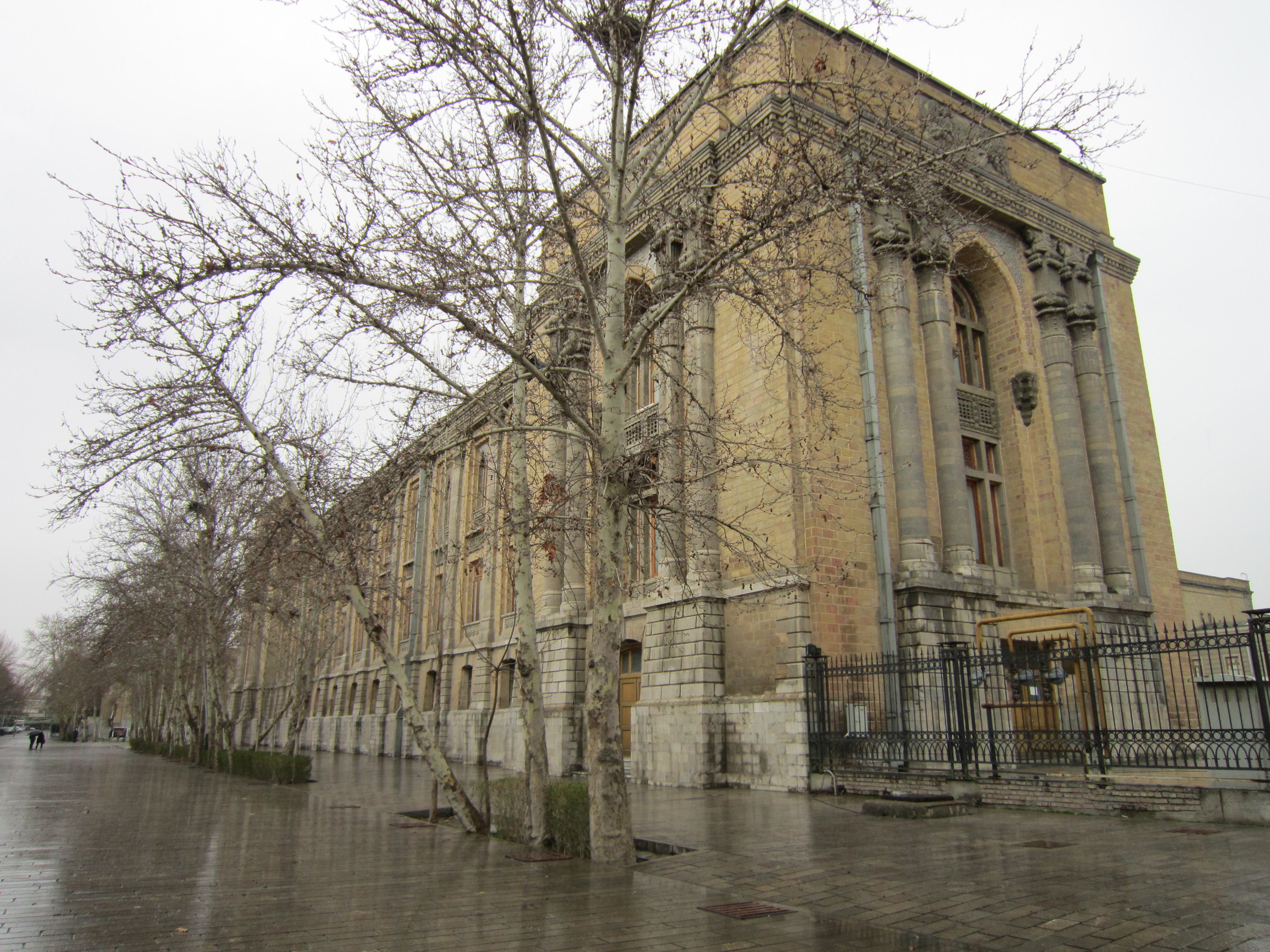
외교부 청사 남쪽

## 같이 보기
- 이란의 대외 관계
- 이란의 재외공관 목록
- 주한 이란 대사관